# Terry Stotts
Terry Stotts  (nacido el 25 de noviembre de 1957 en Cedar Falls, Iowa) es un exjugador y entrenador de baloncesto estadounidense. Con 2,03 de estatura, jugaba en la posición de alero. 

## Trayectoria deportiva

### Universidad
[actualizar]

### Jugador
[actualizar]

### Entrenador
Después de retirarse como jugador, ejercería de entrenador asistente de diversos equipos como: Albany Patroons (1990-1991), Seattle Supersonics (1992-1998), Milwaukee Bucks (1998-2002).
Hasta que, en verano de 2002, se une a Atlanta Hawks como asistente, siendo promocionado a primer entrenador en diciembre tras el despedido de Lon Kruger después de 27 encuentros.
Tras año y medio se marcha como asistente a Golden State Warriors.
En julio de 2005, se convierte en entrenador principal de Milwaukee Bucks. Guio al equipo a playoffs en su primera temporada, pero fue despedido en mitad de su segundo año, el 14 de marzo de 2007.
Fue cuatro años asistente de Rick Carlisle en Dallas Mavericks (2008–2012), donde ganó el título de NBA en 2011.
El 7 de agosto de 2012 firma como técnico principal de Portland Trail Blazers.
El 4 de junio de 2021, tras nueve temporadas en Portland y cuatro eliminaciones en primera ronda en cinco años, es cesado de su puesto de mutuo acuerdo. Dejó la franquicia como el segundo entrenador con más victorias, con 402.
En junio de 2023, se une al cuerpo técnico de Milwaukee Bucks como asistente. Sin embargo, el 19 de octubre, un día antes del último juego de pretemporada de los Bucks, decide renunciar al cargo.
El 27 de septiembre de 2024 es contratado por los Golden State Warriors para ser el asistente principal de Steve Kerr.

## Estadísticas como entrenador
| Equipo    | Año     | P     | V   | D   | %V-D | Finalizó         | PP | VP | DP | %V-DP | Resultado                            |
| --------- | ------- | ----- | --- | --- | ---- | ---------------- | -- | -- | -- | ----- | ------------------------------------ |
| Atlanta   | 2002-03 | 55    | 24  | 31  | .436 | 5.º en Central   | —  | —  | —  | —     | No playoffs                          |
| Atlanta   | 2003-04 | 82    | 28  | 54  | .341 | 7.º en Central   | —  | —  | —  | —     | No playoffs                          |
| Milwaukee | 2005-06 | 82    | 40  | 42  | .488 | 5.º en Central   | 5  | 1  | 4  | .200  | Pierde en primera ronda              |
| Milwaukee | 2006-07 | 64    | 23  | 41  | .359 | (despedido)      | —  | —  | —  | —     | —                                    |
| Portland  | 2012-13 | 82    | 33  | 49  | .402 | 4.º en Northwest | —  | —  | —  | —     | No playoffs                          |
| Portland  | 2013-14 | 82    | 54  | 28  | .659 | 2.º en Northwest | 11 | 5  | 6  | .455  | Pierde en Semifinales de Conferencia |
| Portland  | 2014-15 | 82    | 51  | 31  | .622 | 1.º en Northwest | 5  | 1  | 4  | .200  | Pierde en primera ronda              |
| Portland  | 2015-16 | 82    | 44  | 38  | .537 | 2.º en Northwest | 11 | 5  | 6  | .455  | Pierde en Semifinales de Conferencia |
| Portland  | 2016-17 | 82    | 41  | 41  | .500 | 3.º en Northwest | 4  | 0  | 4  | .000  | Pierde en primera ronda              |
| Portland  | 2017-18 | 82    | 49  | 33  | .598 | 1.º en Northwest | 4  | 0  | 4  | .000  | Pierde en primera ronda              |
| Portland  | 2018-19 | 82    | 53  | 29  | .646 | 2.º en Northwest | 16 | 8  | 8  | .500  | Pierde en Finales de Conferencia     |
| Portland  | 2019-20 | 74    | 35  | 39  | .473 | 4.º en Northwest | 5  | 1  | 4  | .200  | Pierde en primera ronda              |
| Portland  | 2020-21 | 72    | 42  | 30  | .583 | 3.º en Northwest | 6  | 2  | 4  | .333  | Pierde en primera ronda              |
| Total     | Total   | 1,003 | 517 | 486 | .515 |                  | 67 | 23 | 44 | .343  |                                      |